# Севастопольский троллейбус
Севастопольский троллейбус (укр. Севастопольський тролейбус) — троллейбусная система в городе Севастополе, открытая 6 ноября 1950 года. По состоянию на 1 января 2024 года действуют 15 троллейбусных маршрутов, два  из которых обслуживаются троллейбусами с увеличенным автономным ходом.
Троллейбусное хозяйство города находится под управлением ГУП «Севэлектроавтотранс им. А. С. Круподёрова».

## История

### СССР
Существовавшая в городе до Великой Отечественной войны трамвайная сеть не подлежала восстановлению. Вместо этого было принято решение работу трамваев не восстанавливать, а организовать в городе троллейбусное движение.
Постановлением Совета Министров РСФСР № 293 от 30 апреля 1946 года был утвержден генеральный план восстановления Севастополя. Основным видом городского транспорта был избран троллейбус. Строительство троллейбусного парка на 60 машин и тяговой подстанции начались в феврале 1950 г. В мае 1950 г. с Тушинского авиазавода № 82 в Севастополь на железнодорожных платформах были доставлены восемь новых троллейбусов МТБ-82Д красно-желтых цветов, которые получили инвентарные № 10-17. 5 ноября основные работы по сооружению первой очереди были завершены, а 6 ноября 1950 г. состоялась торжественная церемония пуска троллейбуса на площади Комунны (ныне Ушакова) по первому маршруту «гора Матюшенко — вокзал». 29 апреля 1951 года троллейбусы пошли по улице Большой Морской до площади Нахимова (ныне это площадь Лазарева). Было введено два маршрута: № 2 «гора Матюшенко — площадь Нахимова» и № 3 «Вокзал — площадь Нахимова».
Движение троллейбусов по всему кольцу города открылось 5 ноября 1951 года с пуском линий по улице Ленина и проспекту Нахимова. Сеть маршрутов оптимизировали и оставили два маршрута: № 2 «гора Матюшенко — Центр» по часовой стрелке и № 3 «Вокзал — Центр» против часовой стрелки. 14 марта 1954 года была сдана в эксплуатацию линия от Лабораторной площади до Ластовой площади, туда продолжили маршрут № 3. 6 ноября 1955 года был открыт односторонний участок на горе Матюшенко по улицам Коммунистической и Ивана Голубца, куда стали заезжать троллейбусы 2-го маршрута. 6 ноября 1957 года была открыта линия от улицы Розы Люксембург до улицы Адмирала Макарова и введён маршрут № 1 «Улица Адмирала Макарова — Центр» по часовой стрелке, как и № 2. 5 ноября 1958 года открылось движение по улице Адмирала Октябрьского от улице Большой Морской до площади Восставших, куда стал ходить маршрут № 4 «Площадь Революции (ныне Лазарева) — площадь Восставших». 2 ноября 1959 года было открыто движение троллейбусов от площади Восставших до Стрелецкой бухты, туда стал теперь ходить маршрут № 6 «Площадь Революции — Стрелецкая бухта». 17 апреля 1960 года открылось движение от улицы Льва Толстого через Пирогова и 5-ю Бастионную до площади Восставших, там пошёл маршрут № 5 «Улица Льва Толстого — Центр» против часовой стрелки. 29 апреля 1960 года открылось движение от Малахова Кургана до ул. Горпищенко, туда пошёл маршрут № 7 «Площадь Ушакова — Улица Горпищенко».
18 октября было открыто движение по малому кольцу (одностороннее движение по улицам Очаковцев, Генерала Петрова, Одесской, Партизанской, Новороссийской), туда было переведено движение троллейбусов 6-го маршрута и он стал именоваться «Центральный рынок — Стрелецкая бухта». 2 ноября 1962 года было открыто движение от развилки улицы Гоголя и спуска Ивана Голубца по Балаклавскому шоссе до 2-го километра и посёлка Дальний, туда стал ходить маршрут № 8 «Площадь Ушакова — улица Токарева». 5 ноября 1964 года была введена в строй линия по улицам Брестской и Багрия до Коли Пищенко, туда стал ходить маршрут № 9 «Улица Коли Пищенко — площадь Ушакова».
6 февраля 1966 г. введено в эксплуатацию второе троллейбусное депо на 50 машин в конце улицы Горпищенко, а в июле 1982 года его вместимость была увеличена до 100 троллейбусов. 29 апреля 1966 года ввели в строй линию от нынешней площади 50-летия СССР до Камышовой бухты, туда стали ходить троллейбусы маршрута № 10 «Центральный рынок — Камышовая бухта». В январе 1967 года была смонтирована контактная сеть, связывающая улицу Генерала Петрова и площадь Революции. 30 августа 1967 года введена в эксплуатацию линия от Камышовой трассы к заводу Маяк, туда стал ходить маршрут № 11 «Центральный рынок — завод Маяк». В начале ноября 1967 года была введена в эксплуатацию линия от кольца на Токарева мимо предприятий пищевой промышленности до мясокомбината — туда был продлён маршрут № 8. 16 июня 1968 года была введена в эксплуатацию линия от улицы Гоголя по улице Острякова до Куликова Поля, туда был пущен 12 маршрут «Улица Острякова (улица Силаева) — Центр» с движением по часовой стрелке в центре. В мае 1973 года эта линия была продлена до 3-го километра Балаклавского шоссе (улица Хрюкина). 16 апреля 1970 года была сдана в эксплуатацию линия от улицы Коли Пищенко до конца проспекта Победы, туда был продлён 9 маршрут. 5 ноября 1982 года введена в эксплуатацию линия от улицы Гоголя по улице Хрусталёва до 4-го километра Балаклавского шоссе. Балаклавского шоссе, туда стал ходить маршрут № 13 «Площадь Ушакова — улица Хрусталёва». 5 ноября 1985 года сдана в эксплуатацию линия от ул. Вакуленчука по дамбе через Карантинную балку по улице Руднева до улицы Льва Толстого, от Льва Толстого по Гидрографической до улицы Токарева и по улице Силаева между улицей Хрусталёва и проспектом Острякова — открылось движение троллейбусов по маршруту № 14 «Проспект Острякова — пляж Омега». Уже во время распада СССР 25 декабря 1991 года ввели в строй линию от улицы Хрюкина до 5-го км Балаклавского шоссе, туда стал ходить маршрут № 12а «площадь Ушакова — 5-й километр».

### Украина
С началом перестройки и распадом СССР транспортные системы многих городов пришли в упадок, троллейбусная сеть перестала развиваться, закрывались маршруты, перестали поступать новые машины. Однако троллейбусная сеть Севастополя какое-то время продолжала увеличиваться. Так, 9 октября 1992 года до 5-го километра открылось движение и со стороны ул. Хрусталёва, маршрут 12а был закрыт и на 5-й км пошли все существующие маршруты. В 1993 году поступила последняя партия троллейбусов ЗиУ-9. Затем город стал приобретать электромашины украинского производства — ЮМЗ-Т1 и -Т2 в 1995-2008 годах, ElectroLAZ-12 в 2011-2012 годах. 29 декабря 1995 года была сдана в эксплуатацию линия до нового Депо № 1 в бухте Камышовой и само депо на 200 троллейбусов, в июне 1996 года все троллейбусы из старого первого депо были переведены в новое, всего там было размещено 169 машин, в то время как во втором было 104. На старой территории первого депо сделали ремонтную базу для всех троллейбусов — машиноремонтные мастерские (МРМ). 5 ноября 1996 маршруты №4 (площадь Ластовая — улица Горпищенко) и №11 (площадь Ластовая — проспект Победы) были отменены, но маршрут №11 был возобновлен 29 октября 2001 и вновь закрыли с 29 июля 2002 года. 11 февраля 2002 года был запущен новый маршрут №16 (5-й километр — ЦУМ — Центр — 5-й километр) и был отменен 5 февраля 2003. С 17 февраля 2003 маршрут №2 полностью обслуживается депо №1, в связи с этим машины депо №2, обслуживающие маршрут №2 были переведены на марщрут №20. 4 апреля 2006 были продлены маршруты №14 и №15 с пляжа Омеги до бухты Камышовой. 14 мая 2007 был отменен маршрут №15. С августа 2007 года маршрут №2 работал только по будням и вовсе был отменен 17 марта 2008 года. С 25 октября 2008 произошли изменения: маршрут №10 был впущен в центр без заезда на улицу Очаковцев, в то время на улицу Очаковцев впустили маршрут №5 и после площади Лазарева по привычному маршруту (в 2010 снова вернулся в центр). Маршруты №9 и №17 были отменены, но маршрут №9 вернулся 23 февраля 2009, а вот маршрут №17 — только лишь 8 февраля 2011 вернулся. Маршрут №1 был переведен против часовой стрелки, как №3 и №7, маршрут №9 также был переведен. Маршрут №13 был сокращен до площади Ушакова, но в 2010 вернулся в центр. С 26 января 2009 маршрут №6 впустили по центральному кольцу. С 1 марта 2010 произошли следующие изменения: маршруты №1 и №3 были объединены в №1 (улица Адмирала Макарова — Ластовая площадь — Центр), маршрут №9 переименован в №9а с продлением до 5 километра (в июне 2010 вернули до центра), а маршрут №20 — в №9.
С 8 апреля 2011 года маршруты № 5 и 6 с выпусками перевели в депо № 1, 12 апреля аналогичная участь постигла маршруты № 9 и 9а, а 14 апреля — и оставшиеся № 1, 7 и 17 со своими машинами. В тот же день само депо № 2 закрыли на консервацию. C 19 мая 6-й маршрут сократили, и троллейбусы стали опять ходить только до Центрального рынка. С 1 июля 2011 маршрут №9 был перенумерован в №20, а маршрут №9а — в №9. С 23 августа разделён маршрут № 1 на прежние № 1 и 3. 19 октября 2012 частично возобновляется работа троллейбусного депо № 2 с переводом туда 1, 3, 7, 17 маршрутов, а 7 ноября — и маршруты № 9 и 20. И только 1 февраля 2014 года работа депо как самостоятельного подразделения была возобновлена в полном объёме.
С декабря 2011 по декабрь 2012 поступило 16 троллейбусов ЛАЗ Е183. А с февраля 2012 года город стал получать новые троллейбусы Тролза-5265.00 «Мегаполис», и так было до сентября 2016 года (в 2017-2018 годах — 5265.02 и 5265.03). С 25 декабря маршрут № 18 продлили до 5-го километра Балаклавского шоссе, однако уже 14 октября 2013 года он вернулся на прежнюю трассу.
С 2008 года прекращено движение по часовой стрелке почти по всему центральному кольцу, вследствие чего перестало действовать около 7 км контактной сети. Линия по Большой Морской улице была демонтирована только в начале декабря 2019 года при капитальном ремонте. Планируется демонтаж контактной сети на проспекте Нахимова и улице Ленина (по часовой стрелке).

### Россия
- 4 марта 2015 года был открыт новый маршрут № 8 (5 км — ул. Маринеско — 5 км), на котором стал работать первый в городе троллейбус с увеличенным автономным ходом.
- В апреле 2015 поступило два новых троллейбуса ТролЗа-5275.03 «Оптима».
- 25 мая 2015 года запущен маршрут № 4, связывающий улицу Горпищенко с Камышовой бухтой через улицы Ивана Голубца, Льва Толстого и Руднева.
- 2 июня 2015 года был возобновлён троллейбусный маршрут № 2, связывающий 5-й километр и Стрелецкую бухту, в одну сторону через улицу Льва Толстого, как маршрутка № 400, а обратно — по улице Гоголя, как автобус № 2.
- 1 июля 2015 года был отменён маршрут № 6, а взамен был продлён до Стрелецкой бухты маршрут № 1.
- 13 июля 2015 года отменяется маршрут № 18 с одновременным продолжением маршрута № 10 до троллейбусного депо № 1.
- 1 октября 2015 года был открыт новый маршрут № 22 (ул. Жидилова — Центр) для троллейбусов, оборудованных увеличенным автономным ходом.
- 22 ноября 2015 года из-за чрезвычайной ситуации с электроэнергией на всём Крымском полуострове приостанавливается движение троллейбусов.
- 5 декабря принимается решение организовать работу двух маршрутов с троллейбусами, оборудованными увеличенным автономным ходом, — № 7 и 8 от 5 км по объездной до улицы Блюхера и обратно.
- 8 декабря 2015 года возобновляется регулярное троллейбусное движение с временным выпуском в 30 единиц с дальнейшим увеличением количества машин, и к 15 апреля 2016 года выпуск достигает 95.
- 6 июля — 15 сентября 2016 года временно приостанавливалась работа маршрута № 13.
- 15 февраля 2017 года запускается новый маршрут № 11 (Ластовая площадь — улица Горпищенко — 5 километр — площадь Ушакова) для троллейбусов с автономным ходом.

- В апреле 2017 года троллейбусному предприятию придаётся новая функция — обслуживать льготные автобусные маршруты в тех местах, где нет троллейбусной контактной сети (включая отдалённые районы Балаклаву, Инкерман и Фиолент, льготные категории жителей которых ранее были вынуждены пользоваться коммерческими автобусами и маршрутными такси). Для этих целей было закуплено 25 новых низкопольных автобусов НефАЗ-5299, которые прибыли в город 13 апреля. Автобусы вышли на маршруты (5 маршрутов: № 10, 34, 44, 76, 133)

- В июне 2017 года поступает партия новых троллейбусов ТролЗа-5265.02 из 17 машин.
- 14 августа 2017 года начал работу новый троллейбусный маршрут № 92 (площадь Нахимова — Инкерман). Самый длинный маршрут в истории предприятия (50 км, из них ок. 30 на автономном ходу).
- 26 октября 2017 года маршрут № 5 продлевается до улицы Маринеско — на нём работают 5 троллейбусов с увеличенным автономным ходом. 13 ноября 2019 был сокращён до улицы Токарева.
- 10 ноября 2017 года вводится новый маршрут № 11а (проспект Победы — улица Коли Пищенко — улица Генерала Мельника — Сады — Дачи — шоссе Генерала Моргунова — проспект Генерала Острякова — площадь Ушакова — проспект Генерала Острякова — 5 километр — шоссе Генерала Моргунова — Дачи — Сады — Мемориал — посёлок Дергачи — улица Горпищенко — Семипалатинская улица — проспект Победы).
- 27 ноября 2017 года вводится маршрут № 10к (Казачья бухта — проспект Героев Сталинграда — проспект Октябрьской Революции — ЦУМ — площадь Восставших — Центральное кольцо — Центральный рынок — площадь Восставших — ЦУМ — проспект Октябрьской Революции — проспект Героев Сталинграда — Казачья бухта).
- 29 июня 2018 г. закрыт троллейбусный маршрут № 92 (Инкерман — 5 км — Центр), и запущен № 76 (Камышовая бухта — Стрелецкая бухта) взамен автобусного.
- С 29 декабря 2018 года троллейбусный маршрут № 8 приобретает следующую трассировку: «5 км Балаклавского шоссе — Камышовое шоссе — улица Борисова — Столетовский проспект — Стрелецкая бухта». С 1 марта 2019 года маршрут продлевается от 5-го километра до улицы Силаева, чтобы троллейбусы успевали заряжаться.
- 2 марта 2019 года запускается маршрут № 19, связывающий проспект Победы с Камышовой бухтой, по большей части копируя маршрут № 4.
- 1 апреля 2019 года приостанавливается работа маршрутов № 2, 8, 13, 22.
- В феврале 2020 года начинается поставка новых троллейбусов ВМЗ-5298.01 «Авангард»[4]. Летом этого же года они вышли на маршруты города. К 28 декабря 2020 года получено 100 машин.
- 6 июля 2020 года временно приостанавливается работа маршрута № 10к, а маршрут № 10 укорачивается до конечной «Камышовая бухта»
- С 12 августа 2020 маршруты № 4 и 19 были перенаправлены на улицу Токарева — улицу Шабалина — улицу Хрусталёва в связи с ремонтом улицы Льва Толстого. С 12 марта 2021 маршрут 4 был запущен частично копируя маршрут № 10 (через центр), а с 15 июля 2021 маршрут вернулся на первоначальную трассу, но без заезда на ГУП «Севэлектроавтотранс» в сторону Камышовой бухты, а вот маршрут 19 продолжает по той же схеме работать и по сей день.
- 2 ноября 2020 года восстанавливается работа маршрута № 10к по прежнему маршруту. Маршрут № 10 остаётся укороченным до Камышовой бухты
- 5 февраля 2021 г. были внесены в реестр городского общественного транспорта маршруты №№  5 (временно закрывался из-за ремонта улицы Льва Толстого), 2, 8, 13, 22. По состоянию на 21.06.2021 возобновлен маршрут № 5, остальные оставались без выпуска на маршруты. С 01.01.2024 последние 4 маршрута были исключены из реестра.

- С 17 октября 2022 года в качестве эксперимента открывается новый троллейбусный маршрут № 7а (Дергачи — улица Горпищенко — Центр). Изначально на линии работало 4 троллейбуса в час пик, однако позднее график был скорректирован, и на маршрут стало выходить до 6 машин в течение всего дня.
- С 9 января 2023 года маршрут № 10 был вновь продлен до депо №1
- С 1 января 2024 года троллейбусные маршруты №№ 11 и 11а отменяются и заменяются на автобусы.

## Подвижной состав
- ЛАЗ-Е183 (с 2011 года)
- Тролза-5265 «Мегаполис» (с 2008 года)[источник не указан 563 дня]
- ВМЗ-5298.01 «Авангард» (с 2020 года)

### Исторический подвижной состав
- МТБ-82Д (1950—1976)
- ЯТБ-4 (1957—1960)
- СВАРЗ-ТБЭС (1956—1970)
- СВАРЗ-МТБЭС (1958—1972)
- Киев-5ЛА (1964—1968)
- ЗиУ-5 (1964—1987)
- Киев-2 (1966—1975)
- Киев-4 (1966—1975)
- Skoda 9Tr (1968—1990)
- ЮМЗ-Т1 (1996—2007)
- БКМ-32100С (был на испытаниях в 2010 году)
- МАЗ-ЭТОН Т203 (дважды был на испытаниях в 2010 году)
- ПКТС-6281 «Адмирал» (был на испытаниях в мае-июле 2016 года)
- ЗиУ-9 (1973-2020, а с 2022 все высокопольные троллейбусы законсервированы)
- ЮМЗ-Т1Р (Т2П) (2007-2020[5])
- ЮМЗ-Т2 (1995-2020[6])
- Тролза-5275 «Оптима» (2015-2022[7][8])

## Подразделения ГУП «Севэлектроавтотранс»

### Троллейбусные депо
- Троллейбусное депо № 1, адрес: Камышовое шоссе, 39
- Троллейбусное депо № 2, адрес: ул. Горпищенко, 77
- Машиноремонтные мастерские (старая территория депо № 1), адрес: ул. Льва Толстого, 51
- Служба ремонта контактной сети, адрес: ул. Вакуленчука (р-н студ. городка)

## Перспективы

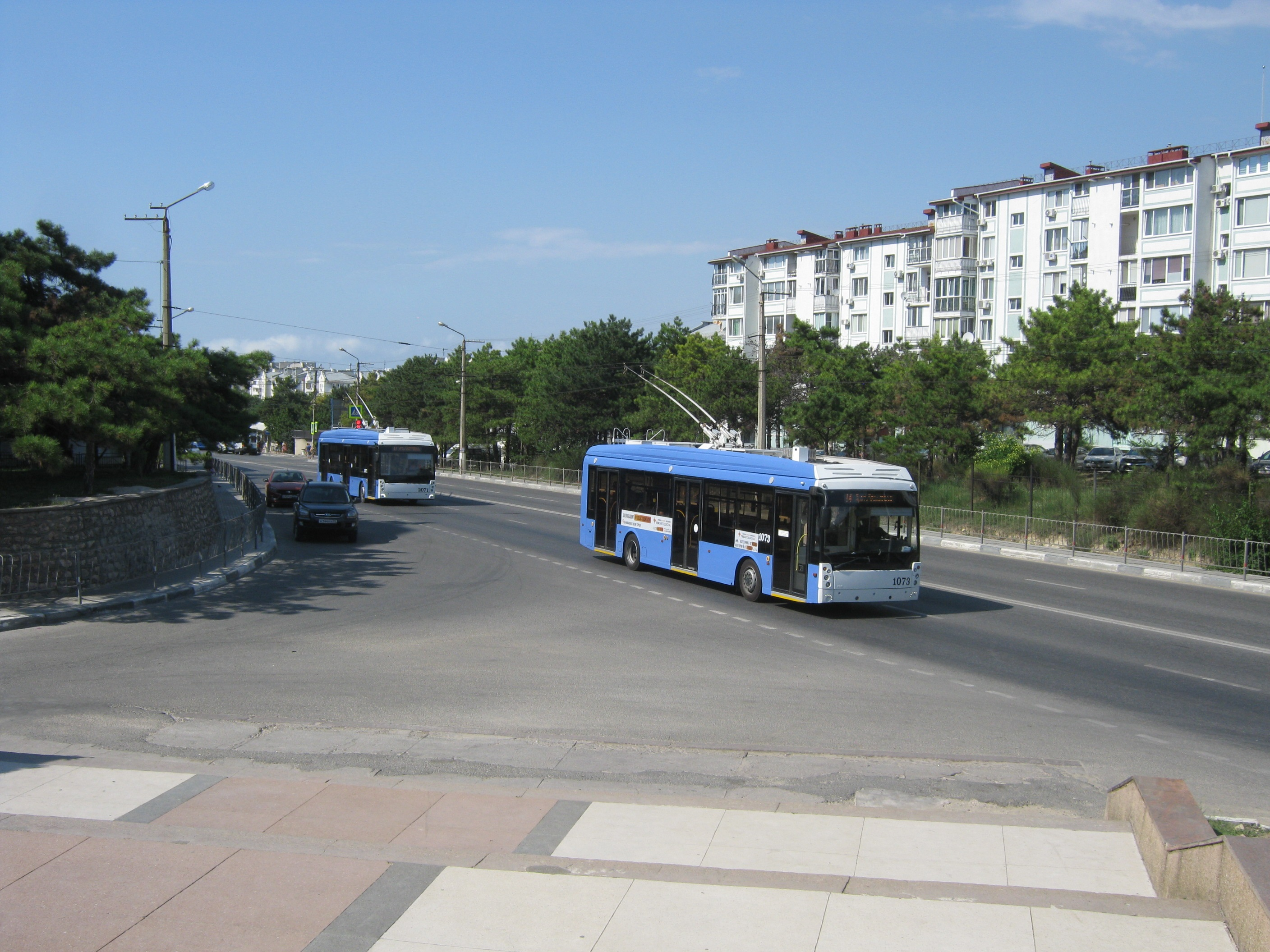
Новые троллейбусы на проспекте Генерала Острякова

В настоящее время перспективы развития троллейбусных маршрутов крайне туманны. Ранее планировались троллейбусные линии на Фиолент, Дергачи, 10-й километр Балаклавского шоссе, непосредственно в Балаклаву, на улицу Борисова и пр., однако из всех этих планов реализовано и на данный момент функционирует движение до Дергачей на автономном ходу (маршрут № 7а). Предприятие делает акцент на частую и бесперебойную работу существующих маршрутов.

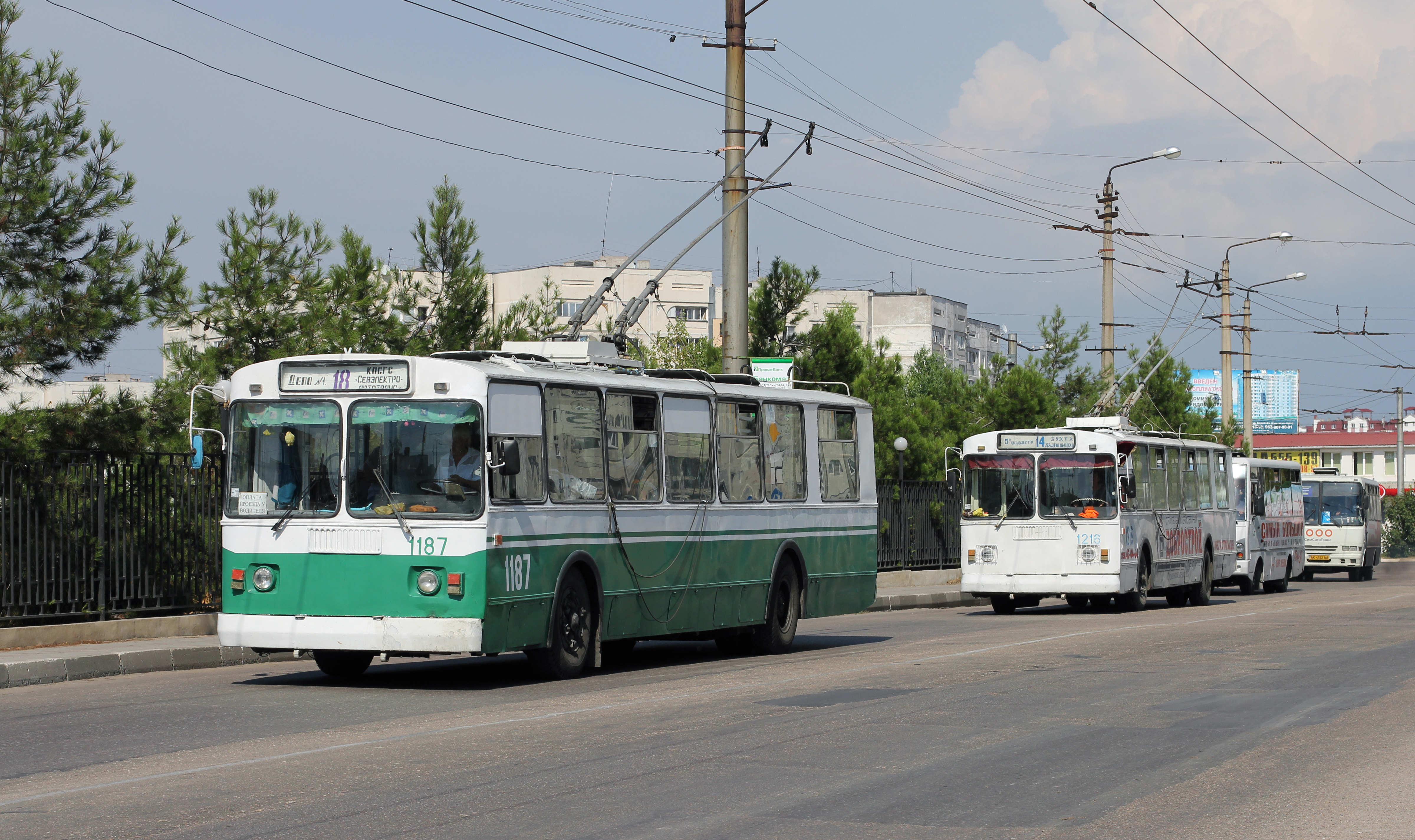
Троллейбусы ЗиУ-9

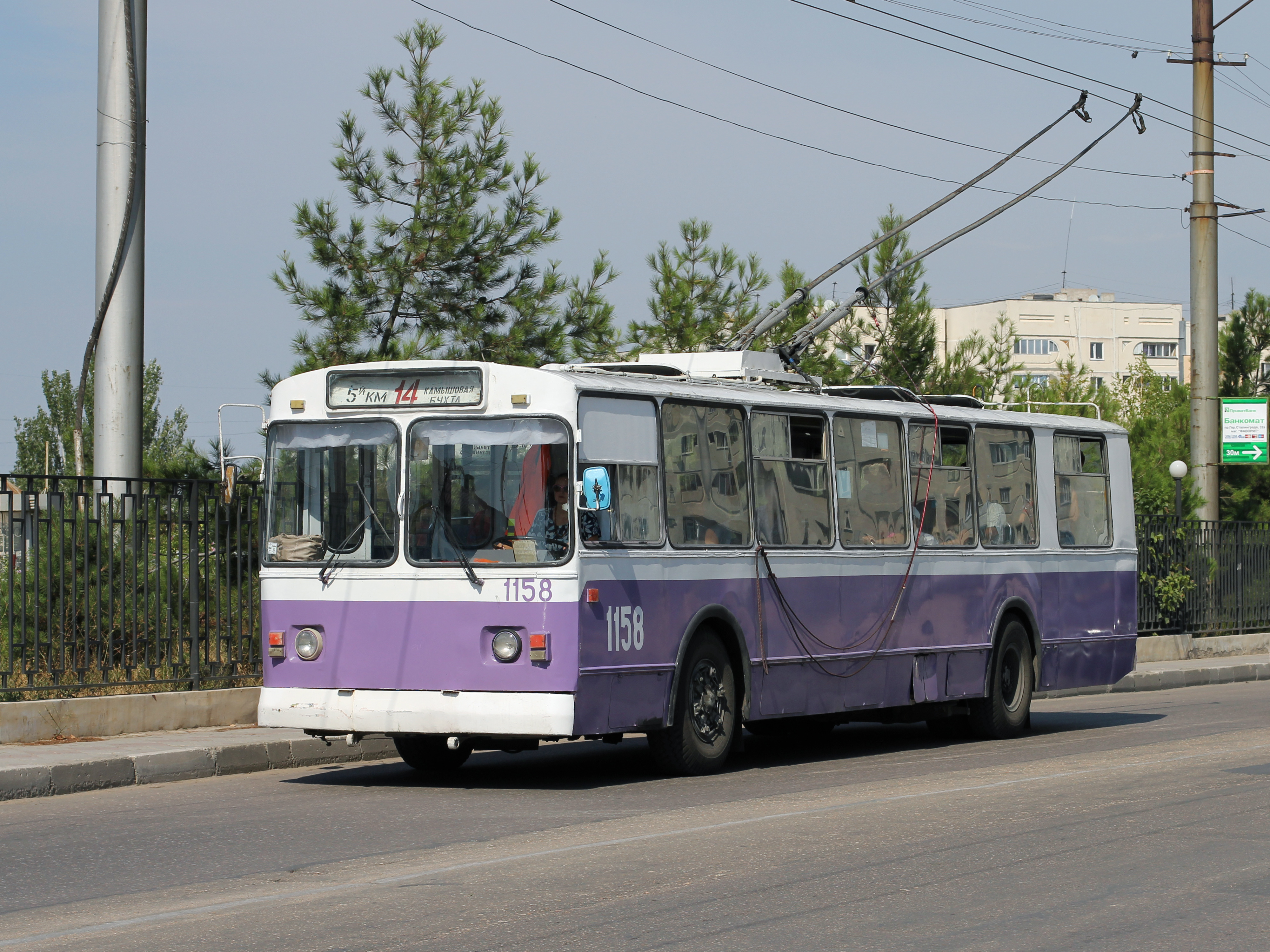
Троллейбус на проспекте Героев Сталинграда.

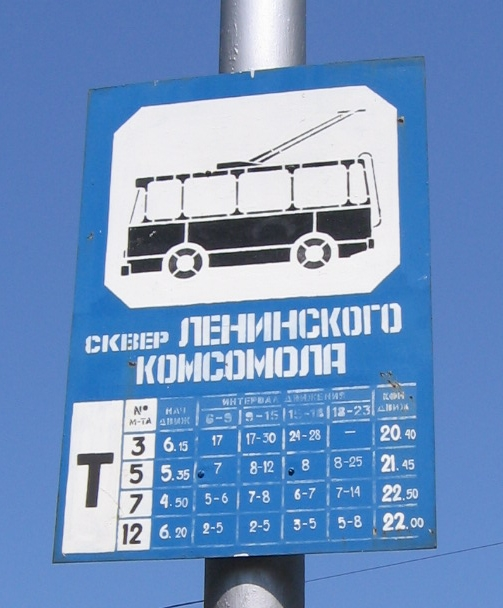
Указатель остановки троллейбуса

## Оплата проезда
С 1 октября 2024 года стоимость разового проезда в троллейбусе составляет 30 рублей при использовании безналичной оплаты, 35 рублей при оплате наличными. Проезд оплачивается кондуктору либо водителю с выдачей небольшого печатного билета с информацией о времени, рейсе, цене, виде оплаты и т.д.
Стоимость проезда по Единой городской карте Севастополя (ЕГКС) составляет 30 рублей. Оплатить проезд ЕГКС можно двумя способами:
- Приложив карту к стационарному валидатору, установленном на поручне в количестве нескольких штук в салоне троллейбуса.
- Предъявить карту непосредственно кондуктору или водителю, приложив её к ручному валидатору.

С недавних пор в троллейбусе начала действовать оплата проезда кондуктору или водителю банковской картой.
Во время проведения плановых рейдов на линии по первому требованию билетного инспектора пассажир обязан предъявить для проверки разовый билет либо приложить ЕГКС к ручному валидатору контролёра.